# レクリエーショナル・ビークル
レクリエーショナル・ビークル （アメリカ英語: Recreational Vehicle）は、自動車のカテゴライズの一つ。

## 海外におけるRV

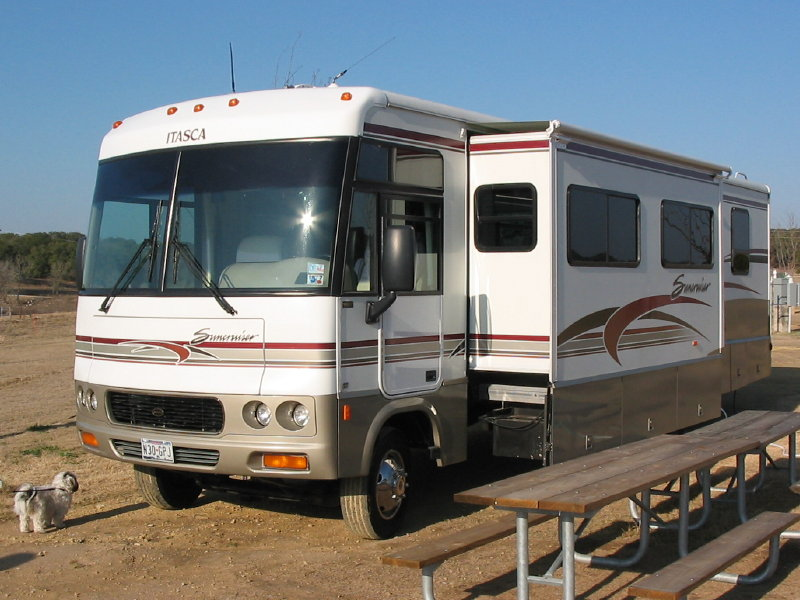
海外におけるRVの例

英語の原義としては、日本語で「キャンピングカー」と呼ばれる自動車に相当する。　→「キャンピングカー」
欧米では人や物を運ぶためでは無く、住むための車は馬車の時代からある伝統的なもので、特に北米開拓において重要な役割を果たした。

## 日本におけるRV

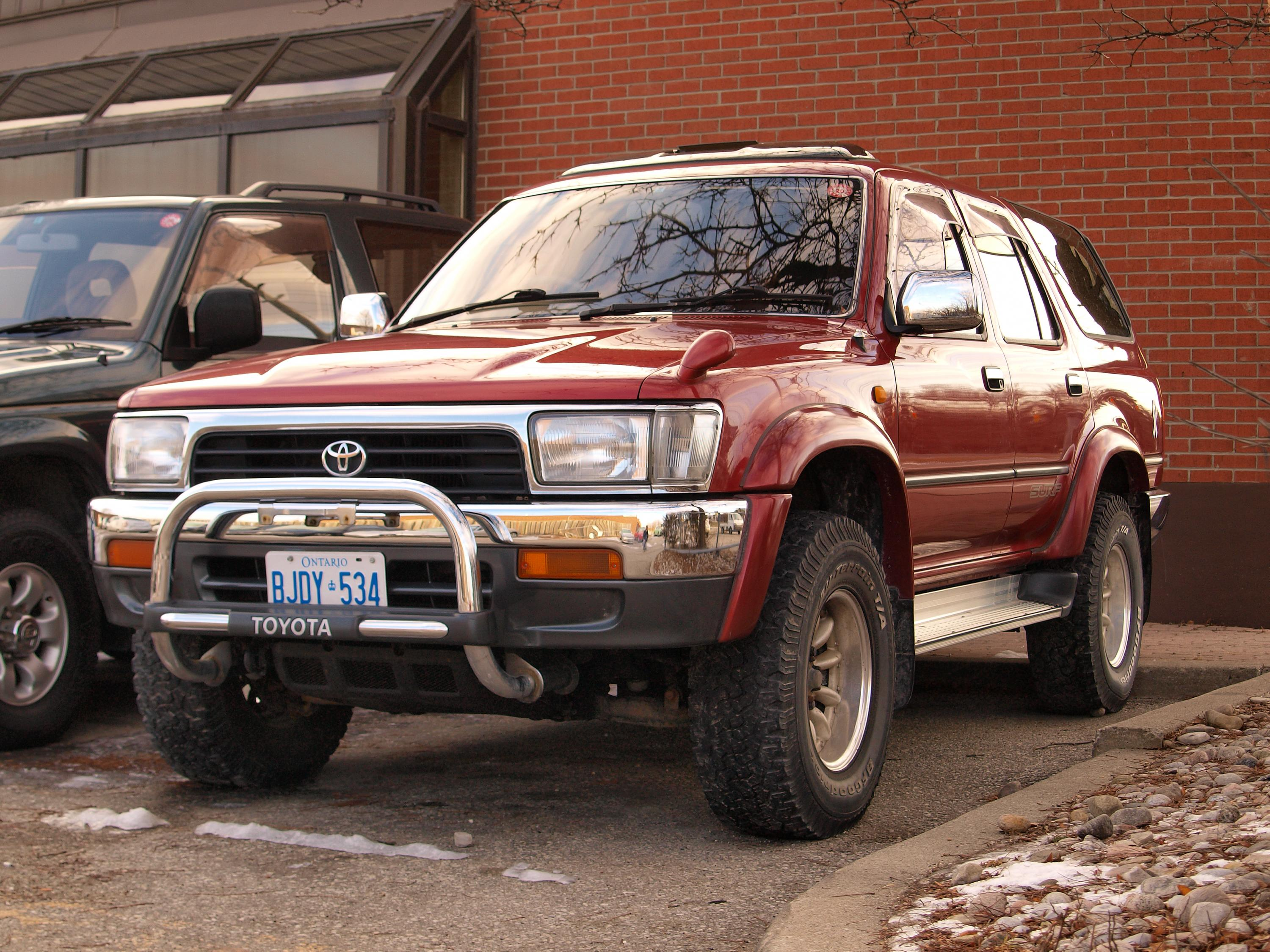
日本におけるRVの例

日本では後述のように、1980年代後半頃（昭和末期）からSUV、ステーションワゴン、ミニバンなど、概して言えば｢屋外レジャー向けの乗用車｣をひとまとめにする言葉として使われた。だが、2010年代以降にこの語が使われる場合、ほぼSUVと同義となることもある。
国土が狭い日本では、中長期間に渡って自動車の中で寝泊りしながら旅行をするオートキャンプの習慣が定着していなかったことや、保管場所、車検、保険、道路交通法などの問題からキャンピングカーの需要は北米に比べて少ない。そのため「RV」は、1980年代以降のレジャー向け車種の流行とともに、レジャー、レクリエーション用途向けの車全般（クロスカントリーカー/オフローダー、SUV、ステーションワゴン、ワンボックスワゴン、後にはミニバンやトールワゴンなども）を広く指す用語として用いられるようになった。最初のうちは「クロカン」のようなSUVに対して用いられていたが、商業的・文化的な事情もあり、幅広く捉えるようになった。1990年代のRVブームは凄まじく、一般的な乗用車にグリルガード、ルーフレール、背面スペアタイヤ（あるいはスペアタイヤカバー風収納ボックス）などを取り付けてRVを名乗る車種が多く登場するなど、RVの指す範囲は販売戦略と共に拡大されていった。
従来人気であったセダンやクーペを凌ぐボリュームに成長したこれらの自動車は、その後カテゴリの細分化が進み、例えば、「ステーションワゴン」はその市場の縮小と共にRVの呼び名が外れて元通りとなり、MPVやトールワゴンは「ミニバン」が一般的となり、「SUV」という用語も自動車メーカーのCMやマスメディアで一般的になっており、日本的な意味でのRVは死語と化した。ただし現在も「多目的レジャー車」、つまりSUVを指す単語としてメディアなどで見かけることがある 。ダイハツ販売店では令和に入ってもRVを使い続けており、日産レンタカーでの「RVクラス」は、SUVをレンタルする際の料金区分となっている。
なお正式なカテゴライズではないが、北米ではサッカー・マムズ・ビークル（Soccer Mom's Vehicle、サッカーの練習や試合に参加する息子を送り迎えする母親が乗る車＝ミニバンや3列シートのSUV）という言葉が、かつての日本で言うRVの一つに相当する。

## その他のRV

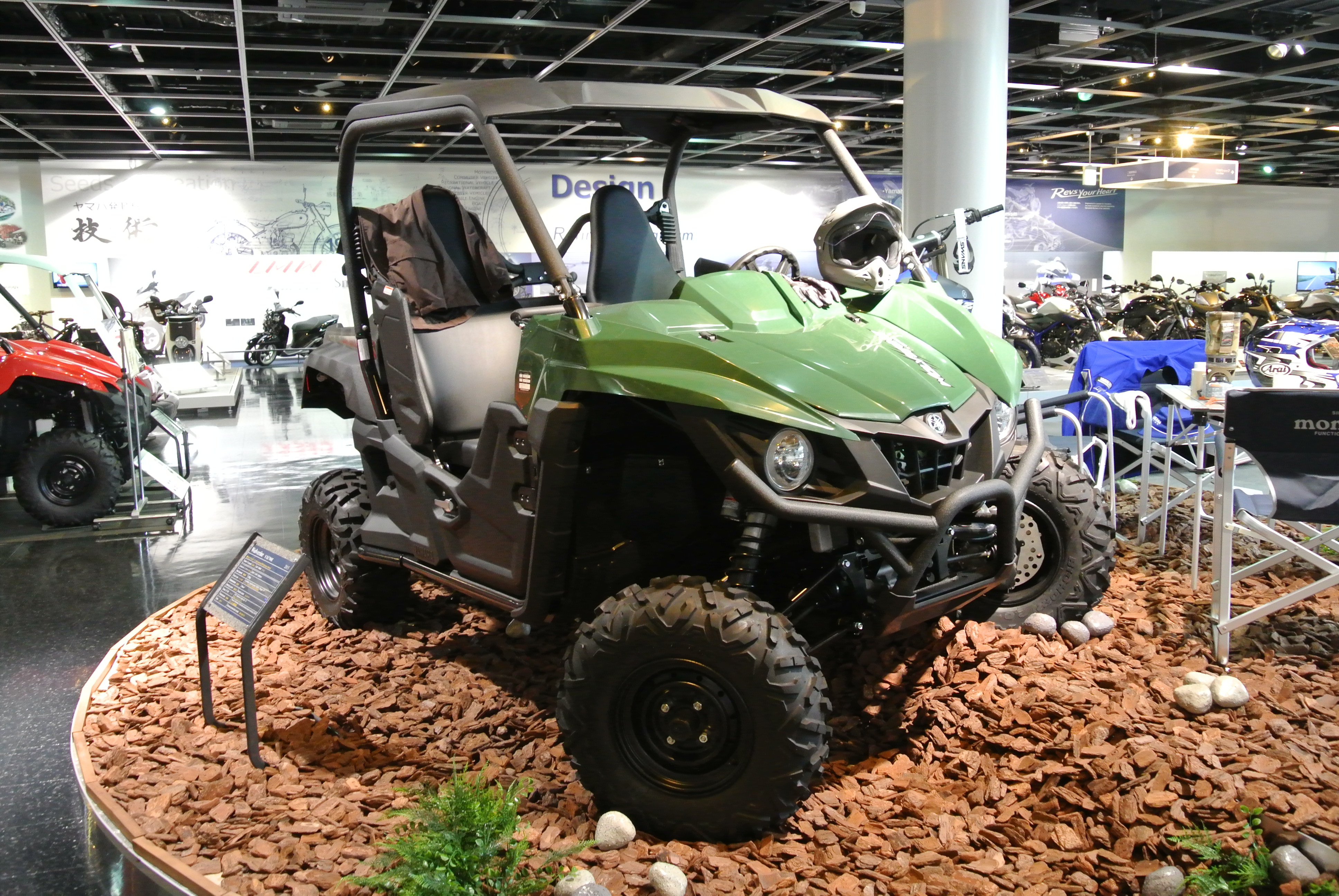
ヤマハ発動機がRVと称するサイド・バイ・サイド・ビークルの「ウルヴァリン」

単に楽しむことを目的に製造された車両や機械（バイクの一部やデューンバギー、スノーモービル、ボート、全地形対応車、サイド・バイ・サイド・ビークルなど）のことをレクリエーショナル・ビークルと呼ぶこともある。